# Hydrolagus trolli
Hydrolagus trolli es una especie de pez condrictio quimeraforme de la familia Chimaeridae. Se encuentra al oeste del océano Pacífico, en Nueva Caledonia , Nueva Zelanda y California